# Guignardia punctoidea
Guignardia punctoidea är en svampart som först beskrevs av Mordecai Cubitt Cooke, och fick sitt nu gällande namn av Joseph Schröter 1894. Guignardia punctoidea ingår i släktet Guignardia och familjen Botryosphaeriaceae.   Inga underarter finns listade i Catalogue of Life.